# Vrádište
Vrádište este o comună slovacă, aflată în districtul Skalica din regiunea Trnava. Localitatea se află la altitudinea de 165 m deasupra n.m., se întinde pe o suprafață de 4,25 km2 și în 2017 număra 824 de locuitori. Se învecinează cu Skalica, Prietržka, Holíč și Kátov.

## Istoric
Localitatea Vrádište este atestată documentar din 1392.

## Demografie
| An:                | 1994 | 2004    | 2014    | 2024   |
| ------------------ | ---- | ------- | ------- | ------ |
| Număr de persoane: | 598  | 682     | 789     | 848    |
| Diferență:         |      | +14,04% | +15,68% | +7,47% |

| An:                | 2023 | 2024   |
| ------------------ | ---- | ------ |
| Număr de persoane: | 846  | 848    |
| Diferență:         |      | +0,23% |